# Адам Керстен
Адам Керстен (6 квітня 1930, Кутно — 11 січня 1983, Варшава) — польський історик, професор.

## Біографія
Працював в університеті ім. М.Склодовської-Кюрі (Люблін), в Інституті історії Польської АН. Був знавцем польських архівів Речі Посполитої 16–17 ст. Написав кілька фундаментальних праць з історії Польщі; значне місце в них посідає українське козацтво, Гетьманщина часів Богдана Хмельницького, Івана Виговського, Юрія Хмельницького, Павла Тетері.
Опублікував монографії, присвячені коронному канцлерові Єроніму Радзейовському («Hieronim Radziejowski. Studium władzy i opozycji», 1988) та повстанню Олександра-Леона Костки-Наперського 1651 («Na tropach Napierskiego. W kręgu mitów i faktów», 1972), переклав і прокоментував видання тієї частини хроніки Веспасіяна Коховського, де йдеться про роки т. зв. Потопу (1655—1657), упорядкував та видав із власним вступом класичну працю В. Чермака про Яна ІІ Казимира Ваза. Був науковим консультантом фільму Єжи Гоффмана «Потоп» (1969, за романом Генрика Сенкевича). Завжди прагнув до об'єктивного висвітлення історичних подій, у тому числі й національно-визвольного руху українського народу в 17 cт., у зв'язку з чим розвінчав низку міфів, створених Генриком Сенкевичем.